# Reginus
Reginus is een cognomen met de betekenis "die van een koningin afstamt".
Belangrijke personen met het cognomen Reginus:
- Gaius Antistius Reginus, legatus van Julius Caesar;
- Lucius Catilius Severus Iulianus Claudius Reginus, consul ordinarius in 120 n.Chr.;
- Naucellius Reginus, proconsul van Lycia-Pamphylia (midden 3e eeuw n.Chr.).